# Sicilia Sense Morts (miniserie de television)
Sicilia Sense Morts es una miniserie de televisión española producida por Filmin y la cadena de televisión catalana TV3. Está basada en el libro de Guillem Frontera del mismo nombre. La ficción es protagonizada por Félix Pons, Pep Tosar, Mar Fiol., Ruth Llopis, Lluis Marques, Blais Llopis, Alexandra Prokhorova, entre otros. Lluis prieto dirige todos los capítulos de la misma.
La miniserie está conformada por ocho episodios que fueron rodados en Mallorca/. Su estreno fue el 24 de octubre de 2022 por la cadena IB3. Al mes siguiente fue emitida por la plataforma Filmin.

## Sinopsis
Alguien definió Mallorca como Sicilia sin muertos.
El presidente de las islas baleares recibe en su casa el cadáver de una rata muerta. Este hecho insólito desencadenara una investigación periodística que descubrirá los mecanismos escondidos del poder, la venganza por una antigua ofensa y los deseos, virtudes, ofensas y miserias de los personajes principales… en las arcas del govem ya no hay dinero, ha terminado la multiplicación de los panes  y los peces en forma de aeropuerto, hipódromos, carreteras y catering  o empresas funerarias.

## Elenco

### Principales[2]
- PepTosar como  Mateu Llondra[3]
- Félix Pons como José Antonio Bargas
- Alexandra Prokhorova como LIudmila[4]
- Ruth Llopis como Elvira
- Blais Llopis como Andreu[3]
- Lluis Marques como Bassa

- Anatoly Chugonov como Nikolai

### Secundarios
- Xavier Moya
- Carmen Molinar como Dorothe Schell[5]
- Pedro Victory

## Episodios
La miniserie está conformada por ocho capítulos rodadas íntegramente en catalán.

## Crítica
La página especializada de cine le da una puntuación de 7.6 de 10 basándose en una ponderacion de 300 votos.
La página Filmaffinity le da una puntuación de 6.1 sobre 10 basándose en 30 opiniones.
El crítico de series José A. Cano indica Sicilia Sense Morts no es la gran serie de la corrupción que estábamos esperando, pero es un intento que queda lo suficientemente cerca. Le impregna el mismo pesimismo antropologico que el reino de Rodrigo Soroyen